# Hiro Kanagawa
Hiro Kanagawa (* 13. října 1963) je japonský herec, žijící dlouhodobě v Kanadě. Narodil se v Japonsku (Sapporo), ale od roku 1990 žije ve Vancouveru. Je znám především jako seriálový herec, ale objevil se i v mnoha filmech (například Godzilla (2014) nebo Padesát odstínů temnoty (2017) a Padesát odstínů svobody (2018). Daboval také mnoho filmů a svůj hlas propůjčil i postavám v počítačových hrách.